# Livplagg (uniform)

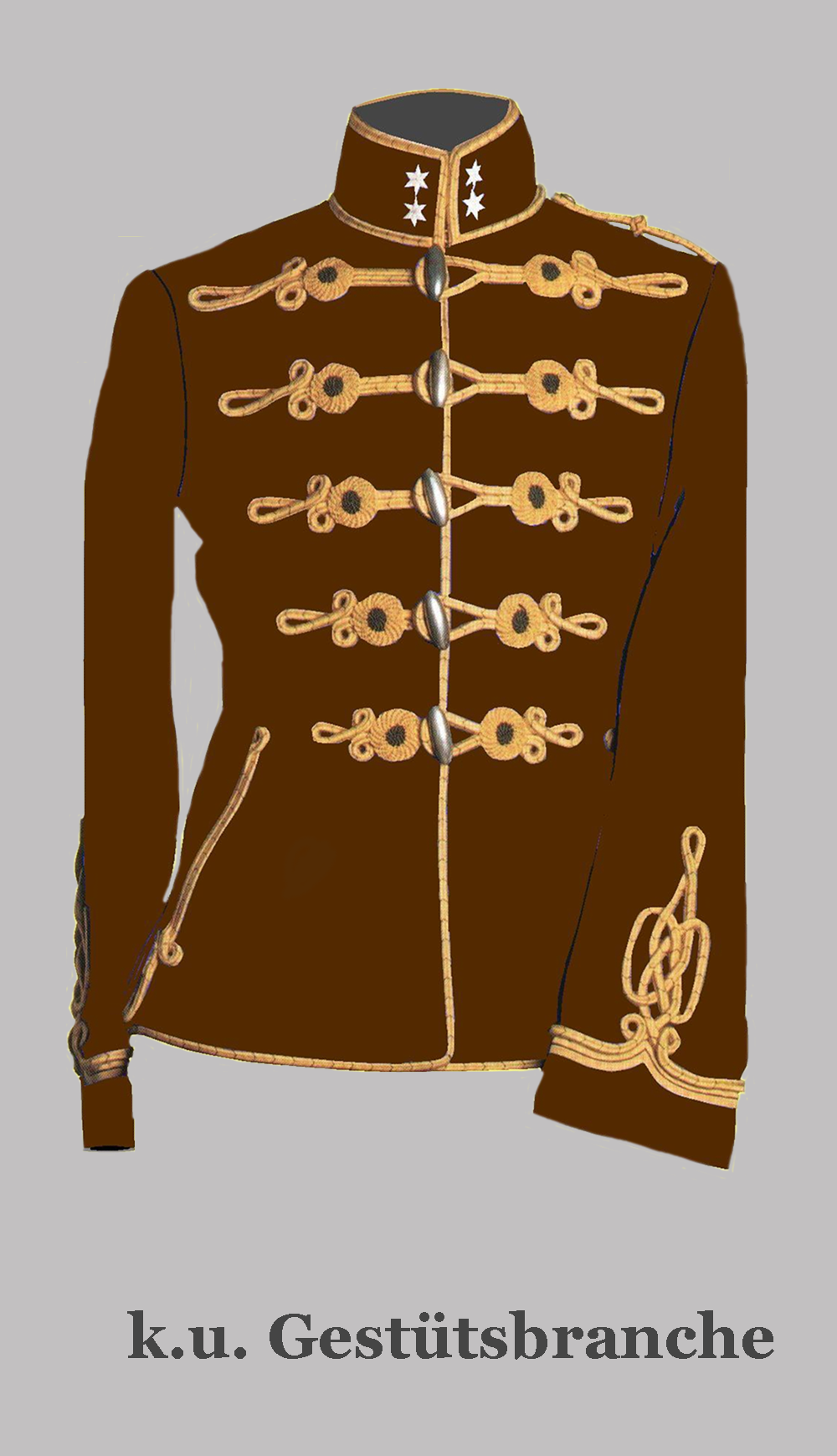
Attila är en typ av livplagg

Livplagg är inom militären överdelen av uniformen alternativt uniformsjackan.

## Exempel
Här nedan följer några exempel på livplagg.
- Vapenrock
- Dolman
- Kollett
- Attila